# Hemmendorf (Salzhemmendorf)
Hemmendorf ist ein Ortsteil des Fleckens Salzhemmendorf im Landkreis Hameln-Pyrmont, Niedersachsen.

## Geographie
Innerhalb des Leineberglands liegt Hemmendorf im Naturpark Weserbergland Schaumburg-Hameln zwischen dem Osterwald im Norden und Thüster Berg im Süden. Es befindet sich an der historischen Heerstraße, der heutigen Bundesstraße 1.
Durch eine Glashütte bildete sich am Rand des Osterwalds die Siedlung „Heide“, die ebenfalls zu Hemmendorf gehört.

## Geschichte
854 wurde der Ort in einer Schenkungsurkunde über Land, das ein Maynward dem Kloster Corvey schenkt, erstmals erwähnt. 997 wurde Hemmendorf in einer Schenkungsurkunde (Kaiser Otto III. schenkt dem Kloster Essen Land) zum zweiten Mal erwähnt. Im Jahr 1000 war Hemmendorf schon ein Gerichtsort gewesen. 1166 errichteten Mönche des dem heiligen Vitus geweihten Benediktinerklosters Corvey unter dem Schutze des Bischofs von Hildesheim im Raum des Archidiakonats Oldendorf die Vituskapelle. 1270 wurde eine neue Kirche gebaut, deren Wehrturm Schutz in Notzeiten bieten soll. 1418 wurde erstmals das Gogericht in Hemmendorf „unter dem Hagedorn am Kirchhof“ erwähnt. Heute befindet sich dort der Marktplatz. 1501 erhält das Dorf von Bischof Barthold von Hildesheim die Rechte auf eigene Holzungen im Lindenberg. Bereits wenige Jahre später, 1508, erhält Hemmendorf das Recht, eine eigene Schäferei zu halten. Die Rechte des Backens und Brauens erhält das Dorf am 6. Januar 1629, die des Abhaltens von drei Märkten im Jahr am 21. September 1639. Damit kann sich Hemmendorf „Flecken“ nennen, es erhält einen Fleckenrat und ein Siegel mit dem Homburgischen Löwen. 1542 wurde die Kapelle zur Kirche erweitert. 1580 ließ sich in Hemmendorf der erste Scharfrichter nieder. 1588 musste der Kirchturm im oberen Drittel erneuert werden, nachdem er baufällig geworden ist.
Am 13. Oktober 1625 trafen hier zum ersten Mal Tilly und Wallenstein zusammen und hielten Kriegsrat. 1637 nahmen schwedische Soldaten Pferde und Jugendliche aus Hemmendorf mit auf ihre Kriegszüge. Ein Jahr später brach ein Brand in Hemmendorf aus, dabei wurde Hemmendorf fast völlig zerstört. Alle alten Urkunden wurden durch das Feuer vernichtet. 1640 wird erstmals die Saale-Mühle, die Mühle zu den drei Grindeln erwähnt. 1650 wird in Hemmendorf das Landgericht für die Unterbörde gehalten. 1651 wird in den Urkunden zum ersten Mal das Rathaus erwähnt, der Vorläufer des heutigen Ratskellers. 1705 fiel die Turmspitze der Kirche um, daher musste die Kirche renoviert werden. 1749 wurde das ehemalige Schulhaus und derzeitige Cantor-Wohnhaus wieder eine Schule. 1761 wüteten wieder schwere Brände in Hemmendorf. Durchziehende Marodebrüder, die nicht ins Dorf sollen, zünden die Torhäuser und die Schäferei an. Auch 1763, 1801 und 1802 gibt es Brandkatastrophen. 1825 musste der letzte Scharfrichter Renziehausen sein blutiges Amt niederlegen. 1849 kauft Gastwirt Schütte aus Hackenrode den Ratskeller und baut daneben eine Kegelbahn. 1875 fährt der erste Dampfzug auf der Strecke Hameln–Elze. Hemmendorf ist noch ein reines Bauerndorf ohne Industriebetriebe und wurde vorerst nicht an das Bahnnetz angeschlossen. 1889 führt Kaiser Wilhelm II. bei Hemmendorf ein Manöver mit 4.000 Soldaten durch. Der Kaiser lenkte die Truppen von der Tilly-Linde aus unter großem Beifall der Bevölkerung.

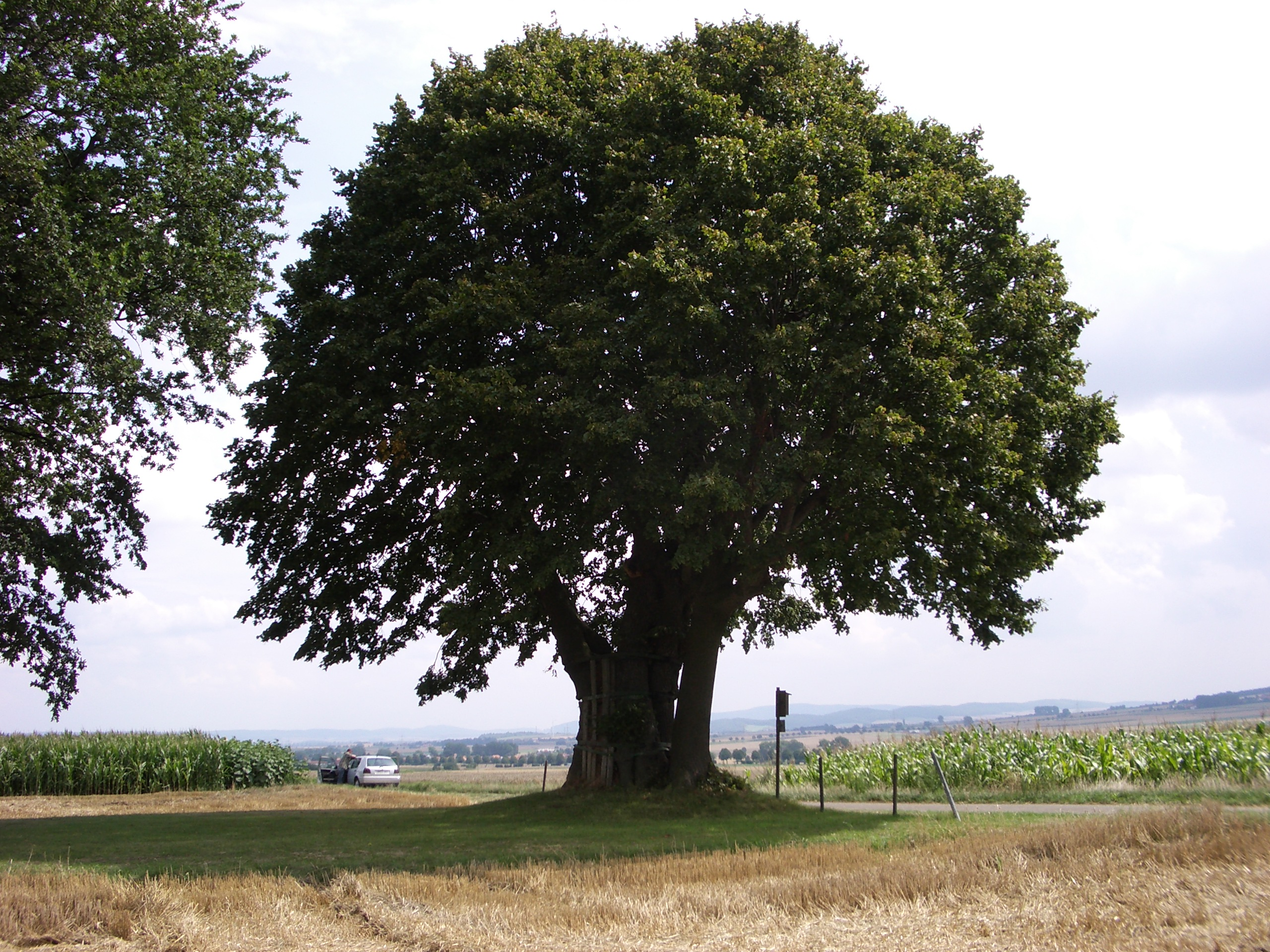
Die Tilly-Linde in Hemmendorf

1897 stand die Tillylinde in hellen Flammen. Der Stamm, der ca. 6 m hoch war und eine gewaltige Krone trug, war teilweise hohl, schon öfter hatten Kinder versucht, ein Feuer im Baum anzuzünden, aber immer war größerer Schaden abgewandt worden. Diesmal werden Stamm und Krone aber so arg beschädigt, dass nur noch ein Stumpf übrig blieb. Dieser Baumstumpf wird mit Lehm ausgefüllt und eiserne Bänder um ihn gelegt. Der Stumpf treibt wieder neue Äste und Zweige, so dass er wieder eine stattliche Krone besitzt. Die Ursache des Brandes war vielleicht ein Blitzeinschlag.
1909 baute der Mühlenbesitzer Louis Tolle in der Mühle und im „Sägewerk“ je eine neue Turbine ein, mit denen Strom erzeugt werden soll. Im Herbst ist das Leitungsnetz fertig – die ersten elektrischen Lampen leuchten in Hemmendorfs Straßen. 1910 erhält die Besenbinderstraße eine Kanalisation, nachdem der Marktplatz und die Beekstraße schon seit Jahren einen Kanal erhalten hatten. 1932 wurde das Elektrizitätswerk Tolle an die Gesellschaft Wesertal verkauft. Hemmendorf erhielt eine bessere Stromversorgung. 1946 entstand in der alten Mühle eine Schuhfabrik mit ca. 80 Beschäftigten. 1954 wurde die Bundesstraße 1 auf 8 Meter verbreitert und mit Asphalt belegt. 1955 wurden während des Umbaus der Kirche alte Grabmale ausgegraben und wieder aufgestellt. 1961 wird der Bläserchor Hemmendorf gegründet. 1978 wurde Hemmendorf an die Kanalisation angeschlossen. Zudem fanden umfangreiche Straßenbaumaßnahmen statt. 1981 wurde am Ostersonntag die Wehrkolk-Hütte eingeweiht. 1997 fand eine dreiwöchige 1000-Jahr-Feier statt, anlässlich derer die Ortsgeschichte aufgearbeitet und auf dem Marktplatz ein Denkmal aufgestellt wurde.

## Politik

### Ortsrat
Hemmendorf hat einen fünfköpfigen Ortsrat, der seit der Kommunalwahl 2021 ausschließlich von Mitgliedern der SPD besetzt ist. Die Wahlbeteiligung lag bei 53,41 Prozent.
Ortsbürgermeister von Hemmendorf ist Petra Haehnel (SPD).

### Wappen
Ein aufgerichteter, nach links schauender, goldener, blaugekrönter Löwe auf rotem Grund. Im Jahr 1629 erhält Hemmendorf die letzten Privilegien eines Fleckens von Herzog Friedrich Ulrich von Braunschweig und Lüneburg. Diese Linie ist infolge der Welfischen Erbteilungen der Nachfolger des alten Geschlechts derer von Homburg, das 1409 ausstarb. Mit der letzten Verleihung der Gerechtsame konnten die Hemmendorfer Bürger erstmals einen Rat bilden, der das Recht hatte Siegel und Wappen zu führen. Beide zeigen den aufrecht stehenden Homburgischen Löwen.

## Kultur und Sehenswürdigkeiten
Etwas abseits der Bundesstraße in der Nähe der St.-Vitus-Kirche liegt der historische Ortskern. Als schönes Fachwerkhaus im Ort gilt das ehemalige Haus des Scharfrichters.
Nördlich des Ortes steht in der offenen Landschaft an einem Feldweg die sogenannte Tillylinde, eine Gerichtslinde, deren Name auf die lateinische Bezeichnung für Linden (Tilia) zurückgeht.

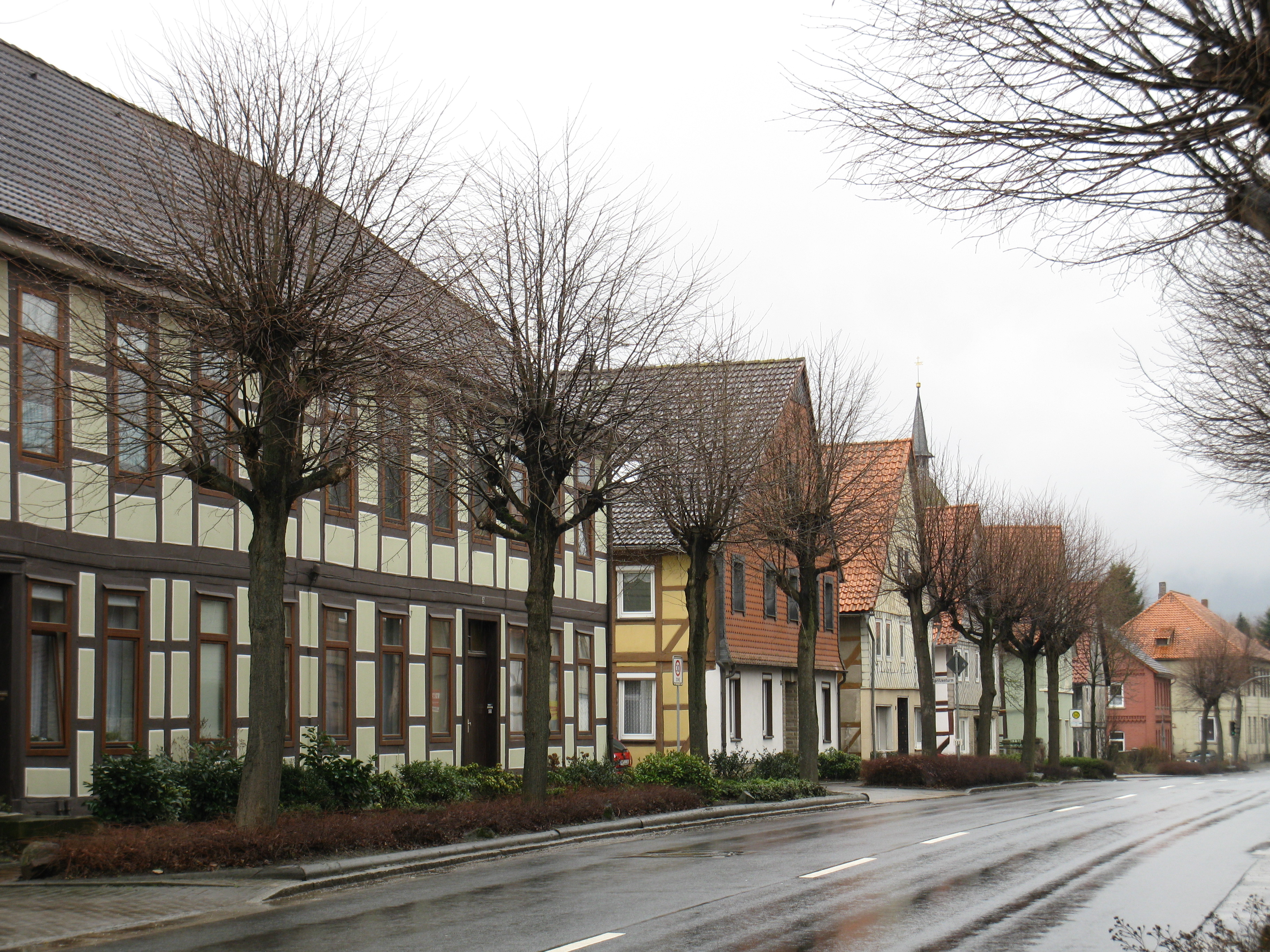
Hemmendorf, Alte Heerstraße
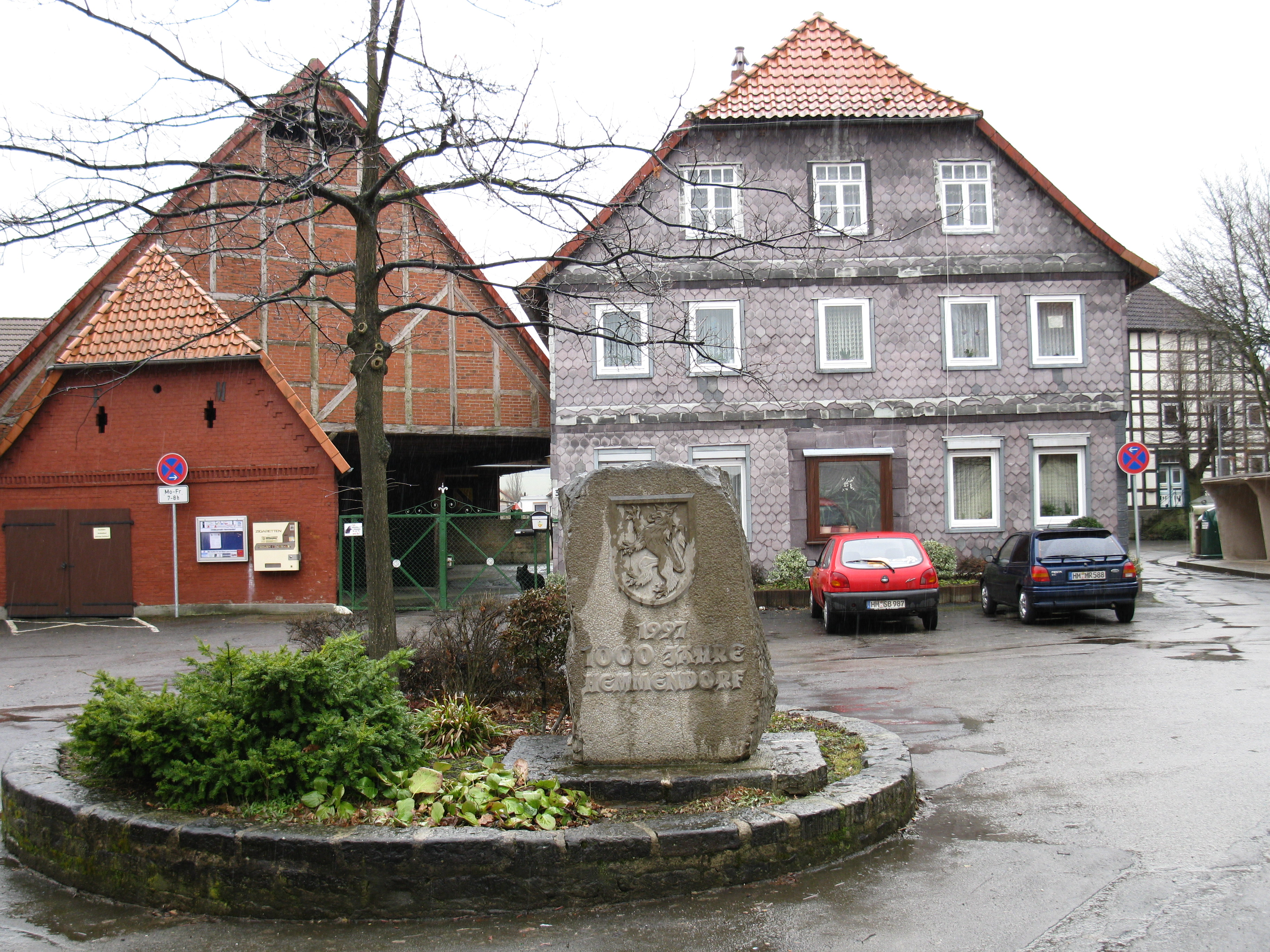
Hemmendorf, Marktplatz mit Gedenkstein zur Feier des 1000-jährigen Bestehens
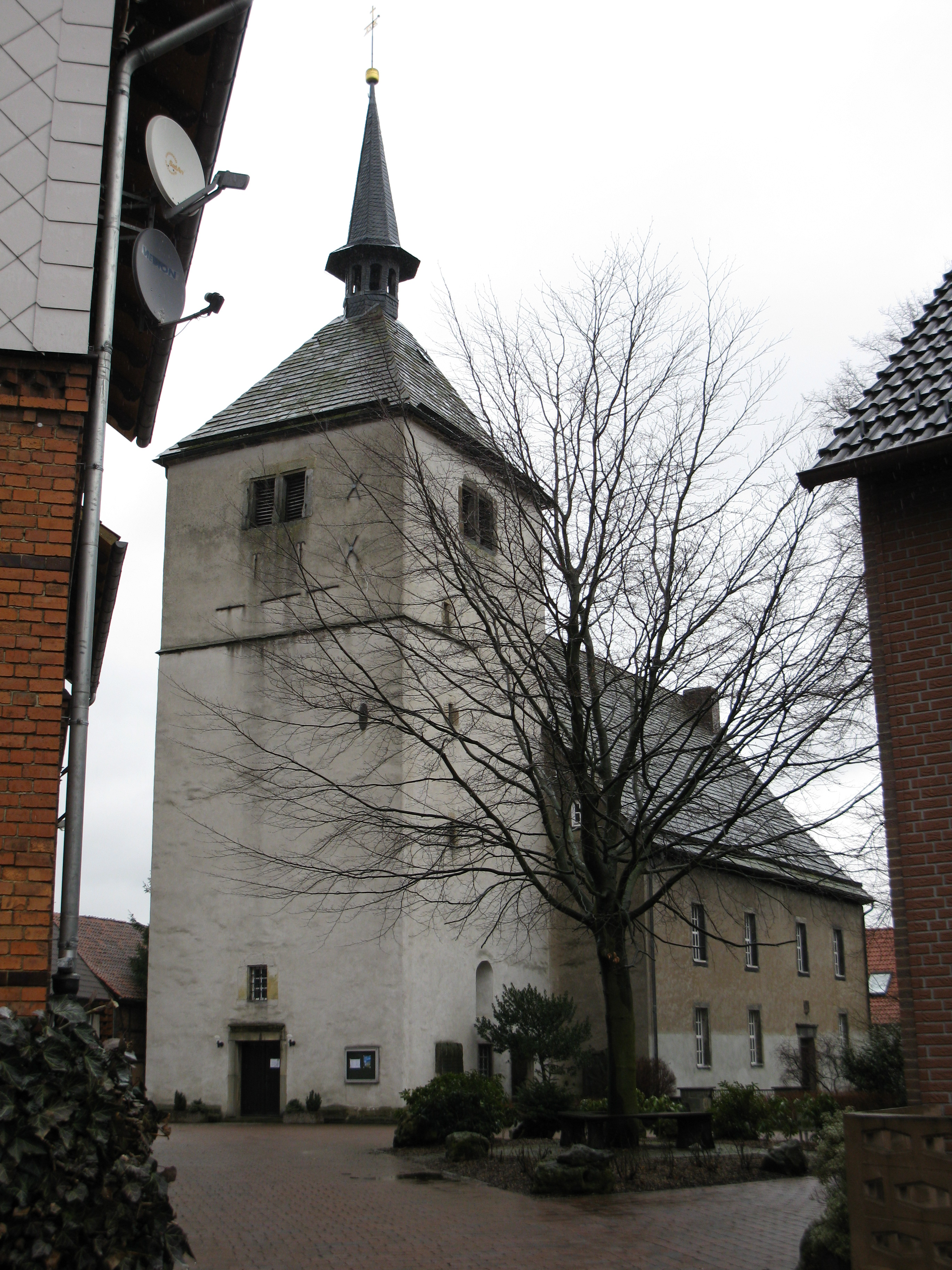
Hemmendorf, Evangelische Kirche St. Vitus (1705)
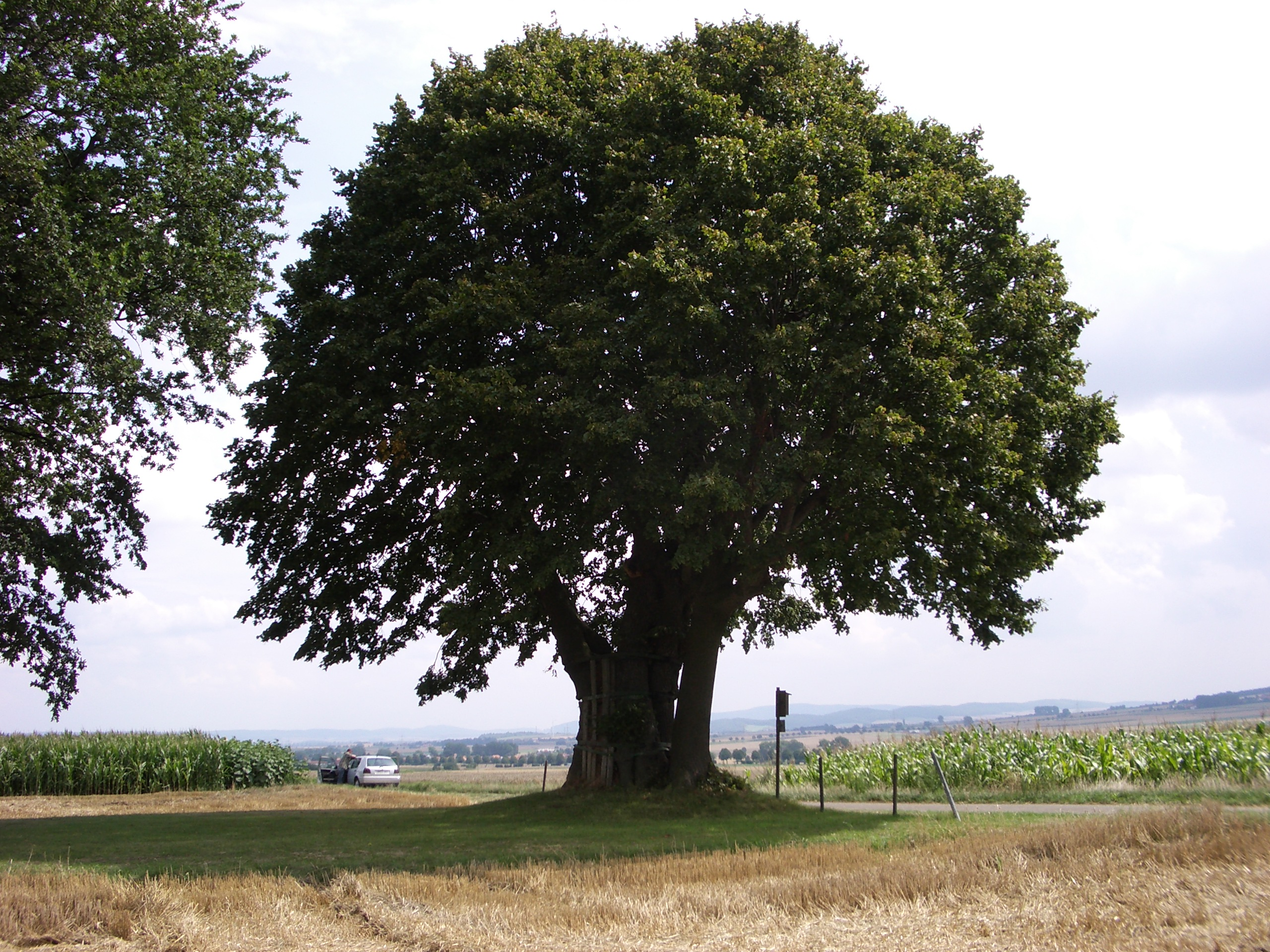
Tilly-Linde bei Hemmendorf